# Акоба (Казахстан)
Ако́ба (каз. Ақоба) — село у складі Жанібецького району Західноказахстанської області Казахстану. Адміністративний центр та єдиний населений пункт Акобинського сільського округу.
Населення — 651 особа (2021; 891 у 2009, 1175 у 1999, 1204 у 1989).